# Julius Elster
Julius Johann Phillipp Ludwig Elster (Blankenburg, Sajonia, 24 de diciembre de 1854 - Bad Harzburg, República de Weimar, 6 de abril de 1920) fue un físico y profesor alemán, inventor junto con Hans Friedrich Geitel de la célula fotoeléctrica.

## Biografía
Elster y Hans Friedrich Geitel, el hijo de un Forstmeister que se había trasladado a Blankenburg junto a su familia en 1961, crecieron en el mismo barrio y asistieron juntos a la escuela y al instituto. Su amistad se hizo más profunda por los intereses compartidos sobre las ciencias naturales durante sus años en la universidad en Heidelberg y Berlín. Tras recibir sus certificados docentes en Brunswick, siguieron caminos separados durante un breve espacio de tiempo. En 1881, trabajaban juntos en la Gran Escuela de Wolfenbüttel y empleaban su tiempo libre en investigación experimental. Allí estuvo entre sus estudiantes Karl Bergwitz.
Elster obtuvo un doctorado honorario en 1915 junto con Geitel en la Universidad Técnica de Brunswick. En 1919, se le diagnosticó diabetes mellitus, y en abril de 1920 falleció en Bad Harzburg durante una estancia en el balneario.

## Publicaciones
Junto con su amigo Hans Geitel, tuvo más de 100 publicaciones sobre electricidad atmosférica, intensidad de la luz de las estrellas, problemas de la radiación ionizante y otras áreas de investigación importantes dentro de la física. Junto con Geitel, inventó la célula fotoeléctrica moderna.